# The Opening of Misty Beethoven
The Opening of Misty Beethoven ist ein US-amerikanischer Pornofilm des Regisseurs Radley Metzger von 1976, der zu den Klassikern der Pornofilmgeschichte zählt. Er zählt zu den bekanntesten Filmen der Ära Porno Chic und belegt Platz 8 auf der Liste der „101 Greatest Adult Tapes of All Time“ von AVN. Drehorte von The Opening of Misty Beethoven waren Paris, Rom und New York City.

## Handlung
Die Handlung des Films ist an My Fair Lady bzw. an Pygmalion von George Bernard Shaw angelehnt. In einem Pariser Sex-Kino trifft Dr. Love (Jamie Gillis) auf die amerikanische Prostituierte Misty Beethoven (Constance Money). Dr. Love ist von ihr begeistert und möchte sie zur sexuellen Universalkünstlerin ausbilden. Nach anfänglichem Zögern stimmt Misty zu. In der Folgezeit erlebt sie alle Höhen und Tiefen dieser Ausbildung. Unterstützt wird Dr. Love von seiner Freundin Geraldine Rich (Jacqueline Beaudant).
Der Film ist gekennzeichnet durch stetige sexuelle Handlungen verschiedener Personen, die neben der eigentlichen Handlung stattfinden. So werden nahezu durchgängig Männer gezeigt, die von Frauen – häufig Prostituierten oder Dienstmädchen – oral oder mit der Hand befriedigt werden.

## Soundtrack
Der Film besitzt ein für einen Pornofilm außergewöhnliches Ambiente und hat einen Easy-Listening-Soundtrack mit Klassik-Elementen. Die musikalische Leitung lag dabei bei George Craig, die Originalmusik stammt von der amerikanischen Band Elephant's Memory, die jedoch nicht im Abspann auftaucht.

## Auszeichnungen
Der Film The Opening of Misty Beethoven gewann bereits in seinem Veröffentlichungsjahr 1976 drei Awards der Adult Film Association of America (AFAA), darunter den Preis als bester Film des Jahres. Persönlich ausgezeichnet wurden zudem Jamie Gillis als bester Darsteller sowie Henry Paris (Radley Metzger) als bester Regisseur.
1985 gehörte der Film zu den ersten Pornofilmen, die in die Hall of Fame der X-Rated Critics Organization (XRCO) aufgenommen wurden, gemeinsam mit Deep Throat und Behind the Green Door. 2002 erhielt der Film außerdem den AVN Award der Adult Video News (AVN) als beste klassische Filmveröffentlichung auf DVD (Best Classic Release on DVD). Er belegt Platz 8 auf der Liste der „101 Greatest Adult Tapes of All Time“ der Adult Video News.

## Remake
Im Jahr 2004 erschien der Film Misty Beethoven: The Musical, ein Remake des Klassikers als Musical. Darsteller des Remakes sind: Sunset Thomas, Randy Spears, Judy Meadows, Asia Carrera, Chloe, Dave Cummings, Mike Horner, Evan Stone, Tyce Bune. Beim Remake führte Veronica Hart Regie. Wie im Original erzählt auch Veronica Harts Neufassung eine Abwandlung von My Fair Lady. Im Mittelpunkt der Handlung steht Misty, die das Musikbusiness auf den Kopf stellen soll. Das Remake enthält neben Sexszenen auch eine Reihe von Balladen und Rock-Songs wie Penis Tango.

## Belege
1. ↑  George Craig. Abgerufen am 6. März 2023 (deutsch).
2. ↑  The Opening of Misty Beethoven (1976) - IMDb. Abgerufen am 6. März 2023.
3. 1 2 3  The Opening of Misty Beethoven - IMDb. Abgerufen am 6. März 2023.
4. ↑  404 Not Found. Abgerufen am 6. März 2023.
5. ↑  AVN 101 Greatest Videos. Abgerufen am 6. März 2023.
6. ↑  Website zum Remake bei VCA (Memento vom 19. Dezember 2005 im Internet Archive) (englisch) Abgerufen am 18. Mai 2019.